# Bahram IV
Bahram IV, riportato anche come Wahram IV (in medio persiano 𐭥𐭫𐭧𐭫𐭠𐭭) o Warahran IV (... – 399), fu un sovrano dell'impero sasanide rimasto al potere dal 388 al 399, anno della sua morte.
Probabilmente figlio e successore di Sapore III (regnante dal 383 al 388), prima della sua ascesa al trono Bahram rivestì la carica di governatore della provincia sudorientale del Kirman. Lì poté fregiarsi del titolo di Kirmanshah ("re di Kirman"), che sarebbe diventato il nome della città che in seguito avrebbe fondato nell'Iran occidentale.
La sua parentesi al trono in veste di shahanshah ("re dei re") fu in gran parte contraddistinta dala tranquillità. In Armenia, depose il suo vassallo insubordinato Cosroe IV e insediò il fratello di quest'ultimo Vramshapuh sul trono del regno. Nel 395, gli Unni invasero le campagne intorno all'Eufrate e al Tigri, ma furono respinti. Fu sotto Bahram IV che l'indicazione delle zecche che producevano le monete sui pezzi divenne una consuetudine; inoltre, il sovrano approvò la costituzione di nuove zecche. Come suo padre, Bahram IV fu ucciso a seguito di una congiura ordita dalla nobiltà; gli successe suo fratello Yazdgard I.
È noto per essere stato ritratto su due sigilli, uno realizzato durante il suo mandato di Kirmanshah, l'altro come shahanshah.

## Nome
Il nome teoforico "Bahram" (بهرام یکم) è la versione in moderno persiano tratta dal pahlavi Warahrān (riportato anche come Wahrām), che deriva dall'antico iranico Vṛθragna. La versione equivalente in avestico era Verethragna, il nome dell'antico dio iranico della vittoria, mentre quella partica era *Warθagn. Il nome è stato traslitterato in greco come Baranes, mentre quella armena è Vahagn /Vrām. Bahram è attestato inoltre in georgiano come Baram e in latino come Vararanes.

## Biografia

### Primi anni
Secondo lo storico medievale Ṭabarī (morto nel 923), Bahram era il figlio di Sapore II (regnante dal 309 al 379). Tuttavia, molti altri autori, tra cui il persiano Hamza al-Isfahani (morto dopo il 961), testimoniano che era figlio di Sapore III (r. 383-388), una ricostruzione ritenuta più probabile. Bahram, durante il regno di suo padre, ricoprì i panni di governatore della provincia sudorientale del Kirman, e potrebbe aver costruito la città di Shiragan, che avrebbe operato come capitale della provincia per il resto del periodo sasanide. L'insediamento svolse un ruolo economico importante, operando inoltre da sede della zecca. Il distretto che governava era un'importante regione dal punto di vista agricolo. Secondo il geografo medievale Yaqut (morto nel 1229), Bahram fece costruire degli edifici nella città di Veh-Ardashir. Come molti altri governatori di Kirman, Bahram si fregiò del titolo di Kirmanshah ("re di Kirman"), che sarebbe servito come nome della città che in seguito fondò nell'Iran occidentale. Nel 388 Bahram succedette a suo padre, che era stato ucciso da un gruppo di nobili iranici.

### Regno

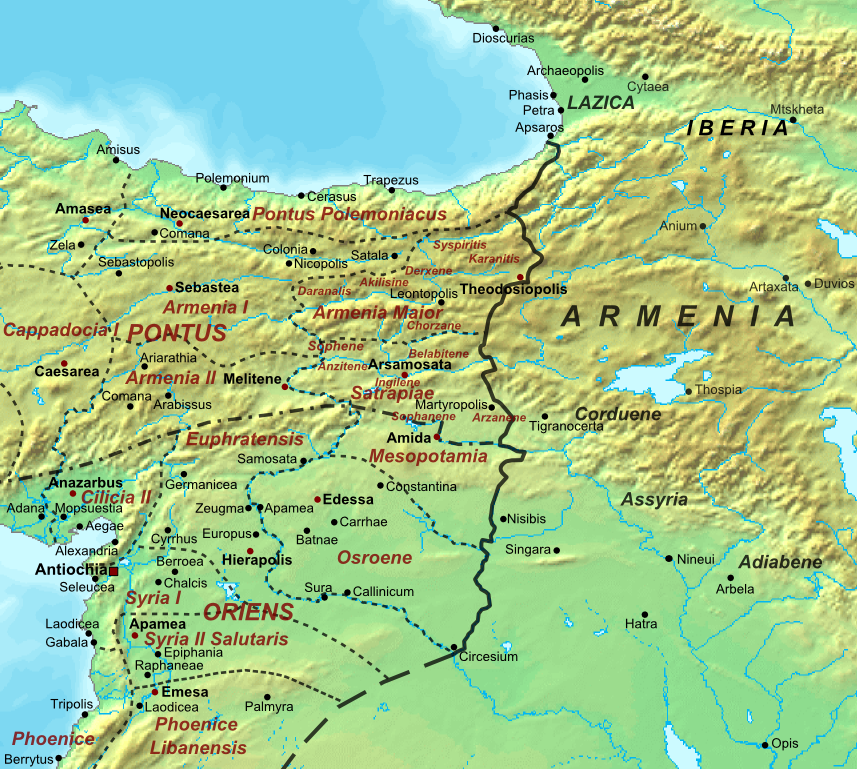
Mappa della frontiera romano-iraniana

Durante il regno di Sapore III, fu stipulata la pace di Acilisene tra l'impero romano e quello sasanide finalizzato a spartire il regno d'Armenia. Il confine che fu tracciato si sviluppava da Teodosiopoli a nord fino ad Amida a sud, con il risultato che la maggior parte dell'Armenia rimaneva in mano agli asiatici. L'anno di stipula del trattato resta incerto, ma la maggior parte degli studiosi ipotizza che ciò avvenne nel 387. Il re filo-romano Arsace III (r. 378-387) della dinastia degli Arsacidi morì presto, circostanza che spinse i romani ad abbandonare quel ramo della monarchia degli Arsacidi e istituì la provincia dell'Armenia occidentale, sopravvissuta anche durante l'epoca bizantina. La dinastia arsacide nella parte iranica dell'Armenia, che divenne nota come Persarmenia, continuò ad esistere. Fu Cosroe V a salire a capo del governo della regione in veste di vassallo sasanide. Bahram IV iniziò a diffidare di Cosroe IV, evento che alla fine portò alla rimozione di quest'ultimo e alla sostituzione con suo fratello Vramshapuh. La causa immediata della rimozione di Cosroe IV potrebbe aver riguardato la sua nomina di Isacco come patriarca di Persarmenia senza consultare la corte di Ctesifonte.
Nel 395, gli Unni invasero le province romane di Sofene, dell'Armenia occidentale, della Mesopotamia, della Siria e della Cappadocia. Essi si spinsero fino alla Galazia, facendo molti prigionieri; in seguito, valicarono i confini del regno iraniano, devastando gran parte delle campagne situate nei pressi dell'Eufrate e del Tigri. Presto fu effettuato un contrattacco, che portò alla sconfitta delle forze unne e al recupero delle loro spoglie. Bahram IV permise ai prigionieri romani di rimanere a Veh-Ardashir e Ctesifonte, dove ricevevano razioni di cibo tra cui pane, vino e olio. La maggior parte dei prigionieri poté in seguito far ritorno delle proprie terre. Le invasioni unne convinsero definitivamente i sasanidi che le aree dell'Iran prive di difese naturali necessitavano di protezioni migliori.
Nel 399 Bahram IV fu ucciso da una freccia durante una spedizione di caccia. Lo storico del IX secolo Abu Hanifa al-Dinawari considera l'accaduto frutto di un incidente, mentre Ṭabarī definisce i responsabili «un gruppo di assassini malvagi». Gli studiosi moderni concordano sul fatto che l'aristocrazia stesse da tempo cospirando per uccidere il sovrano e che l'omicidio fosse stato studiato per farlo sembrare colposo. Secondo lo studioso Scott McDonough, Bahram IV fu ucciso per via della sua politica finalizzata a ridurre l'autorità delle potenti famiglie nobili partiche (conosciute come wuzurgan) che componevano il grosso dell'esercito feudale iranico. Concentrati sull'altopiano iranico, questi gruppi di aristocratici vantavano una grande autonomia. I tentativi di minare la loro autorità, tradizionalmente, portavano all'omicidio dello shahanshah di turno. A un'analisi più attenta, la nobiltà dei Parti collaborò con lo shahanshah allo scopo di ottenere benefici personali, perché vincolati da un giuramento formale e, in modo verosimile, per una comune consapevolezza del legame "ariano" (iranico) che condividevano con i loro sovrani persiani. A Bahram IV successe suo fratello Yazdgard I, il quale, consapevole delle precedenti manovre ordite dalla nobiltà, cercò per quanto possibile di contenere il loro potere.

## Personalità
L'opinione delle fonti arabe nei confronti di Bahram IV è variegata, sebbene sia generalmente ritratto in modo positivo. Secondo Ṭabarī, «governava i suoi sudditi in modo encomiabile ed è stato elogiato per la sua amministrazione». Lo studioso del IX secolo Ibn Qutayba menziona «la sua ricerca della giustizia e del buon governo». Hamza al-Isfahani lo definisce un «governante orgoglioso ma spigoloso, che trascurava i suoi sudditi». Lo storico del XII secolo Ibn al-Balkhi, tuttavia, lo definisce un «sovrano egocentrico che non aveva mai tenuto un mazalim».

## Monetazione

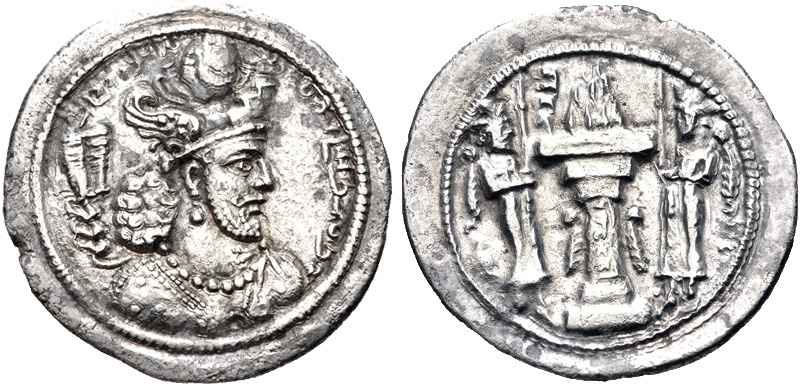
Dracma di Bahram IV, coniata a Spahan o Ctesifonte

Nelle sue monete, Bahram IV è raffigurato con indosso una corona con le ali, un riferimento a Verethragna. Le ali sono attaccate a una corona muraria, ovvero un simbolo del dio supremo dello zoroastrismo, Ahura Mazdā. Bahram IV fu il primo sasanide monarca a combinare due componenti religiose sulla sua corona; in seguito, tali corone divennero una caratteristica comune tra i sasanidi. Fu inoltre sotto di lui che la consuetudine di indicare in quale zecca il pezzo di denaro era stato prodotto divenne un'abitudine. La regolarizzazione delle firme di zecca permette di identificare più facilmente l'origine delle monete. Sotto Bahram IV, la provincia orientale di Abarshahr emise la maggior parte di monete (19%) nel corso del periodo in cui esistette l'impero sasanide. Tale impennata nella produzione a livello locale fu giustificata dalla necessità di far fronte alle spese funzionali a mantenere il gran numero di truppe di stanza lì.
Allo stesso modo di Sapore II, Ardashir II e Sapore III, Bahram IV coniò dei pezzi d'oro unici nella regione indiana del Sindh, grosso modo corrispondente alla provincia sasanide che si sviluppava lunga il fiume Indo. Sotto Bahram IV, furono istituite delle zecche nelle città di Gundeshapur e Susa in Khuzestan. Vide inoltre la luce una zecca nella provincia nord-occidentale di Adurbadagan per sostenere la costruzione del Porte di Alessandro per proteggere il confine del Caucaso dalle incursioni unne.

## Sigilli

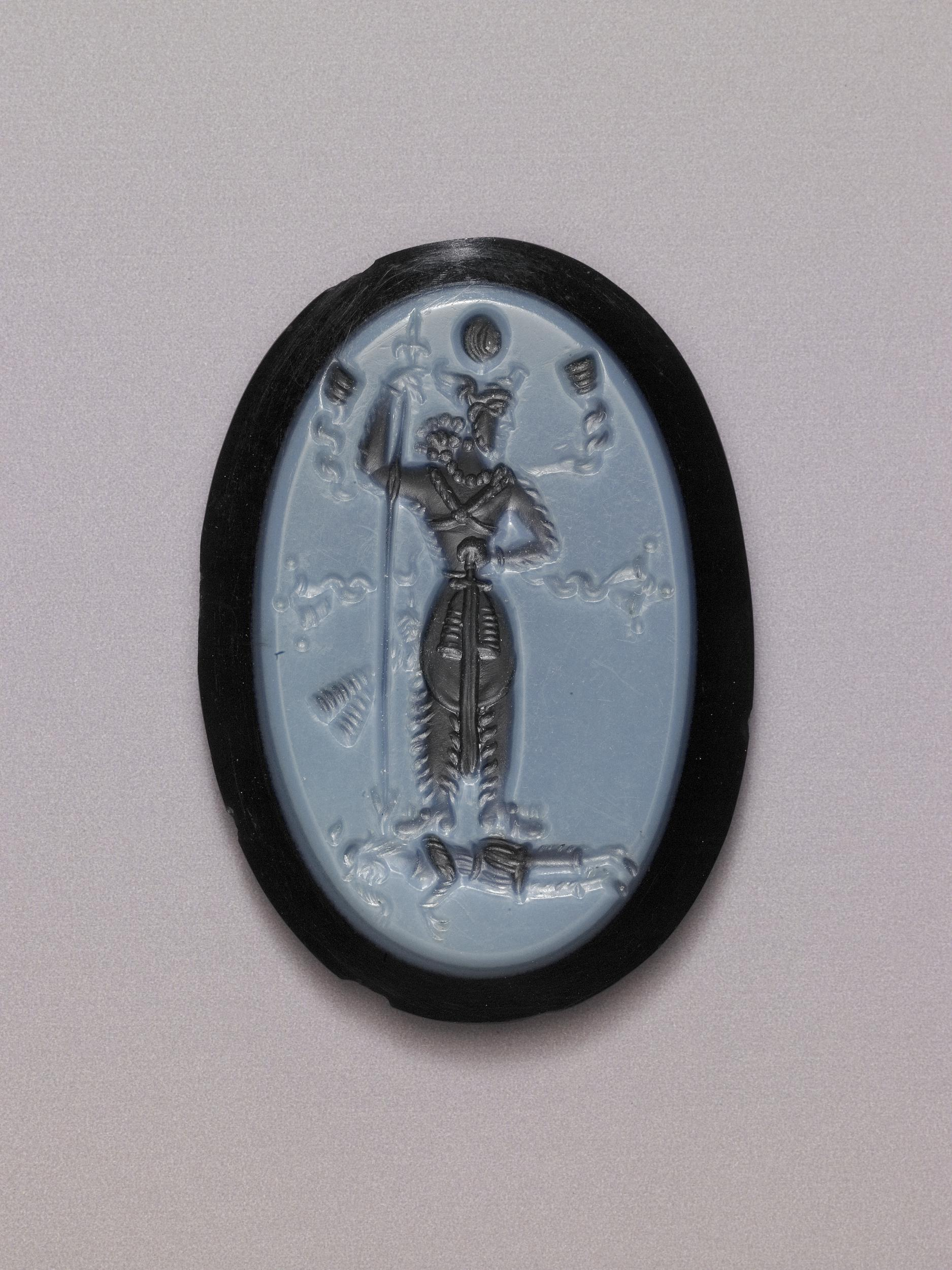
Sigillo-timbro in onice di Bahram IV con la sua caratteristica corona e in piedi sul corpo di un ignoto nemico caduto. British Museum, Londra

Si è conservato un sigillo di Bahram durante il suo mandato di Kirmanshah. Scritto in medio persiano, la sua iscrizione recita: "Wahrān Kermān Šāh, figlio del Signore Šāpūr, adoratore di Mazdā, re dei re dell'Iran e non-Iran, che è un rampollo di signori". È stato inoltre rinvenuto un secondo sigillo di Bahram IV risalente al suo governo come shahanshah. Quest'ultimo, attualmente conservato al British Museum, lo ritrae con la sua caratteristica corona. Egli impugna un giavellotto ed è in piedi sul corpo di un ignoto nemico caduto. Il cadavere assomiglia alla stessa figura ritratta sul rilievo rupestre di Ardashir II, che molto probabilmente raffigurava l'imperatore romano Giuliano, caduto in battaglia contro i Sasanidi nel 363. Si è ipotizzato che la figura sul sigillo di Bahram IV potrebbe anche corrispondere a Giuliano, un'aggiunta voluta da Bahram IV per sottolineare la propria legittimità e abilità attraverso la sua presunta partecipazione alla sconfitta dei primi.

## Nella cultura di massa
Nel videogioco Total War: Attila Bahram è il sovrano dell'Impero sasanide ed esercita il suo potere su molti stati clienti. All'inizio non aveva la barba ma, dopo gli è stata aggiunta, indossa una veste color giallo-verde, un turbante blu ed impugna uno scettro.

### Esplicative
1. ↑  Il mazalim era un tipo speciale di tribunale in cui le sessioni per l'udienza di casi di ingiustizia venivano tenute o supervisionate dalla suprema autorità politica, o da uno dei suoi più stretti deputati o altra autorità di alto rango.

### Bibliografiche
1. 1 2 3 4 5 6 7  Klíma (1988), pp. 514-522.
2. ↑  Wiesehöfer (2018), pp. 193-194.
3. ↑  Rapp (2014), p. 203.
4. ↑  Martindale, Jones e Morris (1971), p. 945.
5. 1 2 3  Bosworth (1999), p. 69.
6. ↑  Christensen (1993), p. 182.
7. ↑  Brunner (1983), p. 772.
8. ↑  Brunner (1983), pp. 771-772.
9. ↑  Badiyi (2020), p. 213.
10. ↑  Brunner (1983), p. 767.
11. ↑  Kia (2016), p. 236.
12. ↑  Kia (2016), p. 278.
13. 1 2 3 4  Chaumont (1986), pp. 418-438.
14. 1 2 3  Hovannisian (1997), p. 92.
15. ↑  Lenski (2002), p. 185.
16. ↑  Greatrex e Lieu (2002), p. 17.
17. 1 2  Bonner (2020), p. 95.
18. ↑  Bonner (2020), p. 102, nota 37.
19. ↑  Daryaee (2014), p.157, nota 106.
20. 1 2  McDonough (2013), p. 604, nota 3.
21. 1 2  McDonough (2013), p. 604.
22. ↑  Shahbazi (2005).
23. ↑  Frye (1983), p. 143.
24. ↑  Bosworth (1999), p. 69, nota 186.
25. ↑  Pourshariati (2008), p. 58.
26. ↑  Schindel (2013), p. 830.
27. ↑  Schindel (2013), pp. 830-831.
28. ↑  Schindel (2013), p. 818.
29. ↑  Howard-Johnston (2014), pp. 164-165.
30. 1 2  Howard-Johnston (2014), p. 164.
31. ↑  Schindel (2016), p. 127.
32. ↑  Jalalipour (2015), pp. 12-13.
33. 1 2 3  Edwell (2020), p. 234.
34. ↑  Shahbazi (1986), pp. 380-381.
35. 1 2  Canepa (2009), p. 110.